# Pete Thomas
Pete Thomas (Hillsborough, 9 agosto 1954) è un batterista britannico.

## Biografia
(Tom Waits)
Ha lavorato con grandi artisti tra cui Elvis Costello, con il gruppo The Attractions (fino al suo tour del 1989/1991), con cui hanno registrato nove album, in 10 anni in giro per il mondo. Oltre a suonare la batteria ha suonato anche in diversi album il tamburo. Anche se il gruppo si era sciolto Elvis Costello lo chiamò per registrare altri album.
Inoltre ha lavorato con  Chilli Willi & The Red Hot Peppers, John Stewart, Elliot Smith, Graham Parker, Suzanne Vega, Neil Finn, Vonda Shepard, Sheryl Crow, Fito Páez, Joaquín Sabina, Los Lobos, Wild Colonials, Matt Brown, John Paul Jones e Jason Karaban.
Ha fatto dei concerti con la band Jack Shit, composta da  Davey Faragher e Val McCallum.
Nel gennaio del 2008 è stato riportato da Billboard, come nuovo supergruppo. Il gruppo si chiama The Scrolls, formato da Sean Watkins (chitarra), Sara Watkins (violino), Glen Phillips (chitarra, voce), Tench Benmont (piano), Luke Bulla (violino), Greg Leisz (vari) e Davey Faragher (basso). Il gruppo ha fatto uscire l'album del debutto nel 2009.
Thomas vive a Los Angeles, con la moglie Judy, con cui ha avuto una figlia di nome Tennessee Thomas.